# Groenpootbospatrijs
De groenpootbospatrijs (Tropicoperdix chloropus synoniem: Arborophila chloropus) is een vogel uit de familie fazantachtigen (Phasianidae). Deze wetenschappelijke naam van de soort is voor het eerst geldig gepubliceerd in 1859 door Edward Blyth.

## Voorkomen
De soort komt voor in Zuidoost-Azië en telt 7 ondersoorten:
- T. c. chloropus: van zuidwestelijk China tot Myanmar en westelijk Thailand.
- T. c. tonkinensis: noordelijk en het noordelijke deel van Centraal-Vietnam.
- T. c. cognacqi: het zuidelijke deel van Centraal-Vietnam.
- T. c. merlini: het westelijke deel van Centraal-Vietnam.
- T. c. vivida: het oostelijke deel van Centraal-Vietnam.
- T. c. peninsularis: zuidwestelijk Thailand.
- T. c. olivacea: Laos en Cambodja.

## Beschermingsstatus
Op de Rode Lijst van de IUCN heeft de soort de status veilig.